# 大江駿輔
大江 駿輔（おおえ しゅんすけ、2000年9月27日 - ）は、日本の俳優。血液型O型。スターダストプロモーション所属。

## 経歴
2010年、『SPACE BATTLESHIP ヤマト』で古代進（木村拓哉）の幼少期を演じ俳優デビュー。

## 出演

### テレビドラマ
- 月曜ゴールデン 万引きGメン・二階堂雪19「カリスマ風水師・死を呼ぶアクセサリー」（2010年5月31日、TBS） - 谷茂（幼少期） 役
- GOLD（2010年7月8日 - 9月16日、フジテレビ） - 早乙女朋 役、蓮見丈治（幼少） 役
- LADY〜最後の犯罪プロファイル〜 Episode1（2011年1月7日、TBS） - 国木田文則 役
- ドラマスペシャル 熱中時代（2011年4月9日、日本テレビ） - 新田浩章 役
- ヤング ブラック・ジャック（2011年4月23日、日本テレビ） - 少年時代の時生 役
- 怪盗ロワイヤル Mission 7（2011年12月10日、TBS） - 神村零（幼少期） 役
- アイカツプラネット!（2021年1月17日 - 6月27日、テレビ東京） - 音羽奏 役[3]
- みなと商事コインランドリー 第5話（2022年8月4日、テレビ東京） - 生徒 役

### テレビ番組
- ざっくり戦士ピラメキッド 第二十話・第二十一話（2010年12月10日・16日、テレビ東京） - 幼き日のテル 役
- 24時間テレビ ニノさん企画 再現VTR（2019年8月24日・25日、日本テレビ）

### 映画
- SPACE BATTLESHIP ヤマト（2010年12月1日公開、東宝） - 古代進（幼少期） 役
- men's egg Drummers ‐メンズエッグ・ドラマーズ‐（2011年7月16日、角川コンテンツゲート） - 塁（幼少期） 役
- ヤウンペを探せ!（2020年11月20日、吉本興業） - 若いサスケ 役[4]
- 自宅でありがとう。さようなら（2023年10月27日、グラウコープス）[5]

### ラジオ
- N-FIELD（2021年4月3日 - 2022年3月19日、FM NACK5） - 週替わりパーソナリティー

### CM・広告
- トヨタホーム
  - 「あなたとわたし」篇（2016年4月29日 - ）
  - 「帰省」篇、「迷った日」篇（2016年8月11日 - ）
  - 「家を建てた理由」篇（2017年4月28日 - ）
  - 「しあわせな無理」篇（2017年9月22日 - ）
  - 「愛に終わりはない」篇（2018年9月5日 - ）
- 早稲田アカデミー「9月新入塾生募集」スチールALL・WEB（2017年）